# 劉鼎 (元朝)
刘鼎（1182年—1232年），字汉宝，济南章丘人，金朝末年、元朝初年政治人物。

## 生平
刘鼎美须髯，有器度，临事才智频出。金朝末年，山东大乱，有盗寇在历城南山中结栅，为百姓所患，官兵不能制。刘鼎直登其栅，以祸福相劝，盗寇于是平息。以功授为历城县令。土豪占据历城县的大湖遥墙泺，胡作非为。一天刘鼎前往泺中，在路侧埋伏壮士，诱出土豪的李姓首领，将他执杀。
张荣听说刘鼎之名，任命他为行台掾。益都李全听信谗言，分为三道攻打济南。张荣想要全军出击。刘鼎因病卧床，扶掖入见，对张荣说：“彼众我寡，战必败。”于是致信李全及其三帅，三帅勒兵待命。李全于是罢兵，修好如故。1233年，刘鼎去世，年五十一岁。

## 家族
其子刘景石，十岁遍通五经。客命他赋火镰诗，刘景石下笔立就，震惊四座。官至山东转运司经历，因为性情刚介不能从俗，免官归乡。后担任滨州教授。六十七岁去世。刘景石之子刘敏中。